# 磯矢伍郎
磯矢 伍郎（いそや ごろう、1896年（明治29年）1月2日 - 1993年（平成5年）8月22日）は、日本の陸軍軍人。最終階級は中将。

## 経歴
三重県出身。売薬業・磯矢馬佐右衛門の五男として生まれる。三重第三中学校（現三重県立上野高等学校）、大阪陸軍地方幼年学校、中央幼年学校を経て、1917年（大正6年）5月、陸軍士官学校（29期）を卒業。同年12月、歩兵少尉に任官し歩兵第55連隊附となる。1925年（大正14年）11月、陸軍大学校（37期）を卒業した。
1926年（大正15年）8月、歩兵大尉に進み歩兵第48連隊中隊長に就任。参謀本部付勤務、参謀本部員、陸大教官兼参謀本部員、関東軍参謀、参謀本部員を務め、1938年（昭和13年）7月、歩兵大佐に昇進し第2軍参謀に発令され日中戦争に出征。参謀本部員、関東軍参謀、陸軍兵器学校幹事、朝鮮軍参謀、第2軍参謀長を務め、 1942年（昭和17年）8月、陸軍少将に昇進。
1943年（昭和18年）4月、マライ軍政監に発令され日本軍占領地の軍政を担った。同年8月、船舶参謀長に転じ、1945年（昭和20年）2月、参謀本部第3部長・運輸通信長官兼大本営陸軍参謀・航空通信保安長官に異動し、同年4月、陸軍中将に進んだ。同年5月、海運総監部参謀長を兼務し終戦を迎えた。同年12月、予備役に編入。
1947年（昭和22年）11月28日、公職追放仮指定を受けた。1948年（昭和23年）7月、南方から捕虜を輸送した際の虐待（いわゆる地獄船）に関与した容疑で逮捕、B級戦犯として裁判にかけられた。裁判では懲役刑の判決を受け、1949年（昭和24年）10月まで巣鴨プリズンに拘留された。出所後間もない11月15日の消し印で、磯矢からまだ拘留中の同期生である額田坦、稲田正純あてに、ほかの同期生（清水盛明、柴野為亥知、丸山房安、有末精三）が商売をはじめた近況や有末機関（「例の処」と表現）などを伝える珍しい葉書が残っている。